# Rębielcz
Rębielcz (niem. Rambeltsch) – wieś w Polsce położona w województwie pomorskim, w powiecie gdańskim, w gminie Pszczółki, na północnych obrzeżach Kociewia.
W latach 1945–1975 miejscowość administracyjnie należała do tzw. dużego województwa gdańskiego, a w latach 1975-1998 do tzw. małego województwa gdańskiego.

## Z kart historii
W latach 1772–1919 Rębielcz podlegał administracji zaboru pruskiego, w 1919 znalazł się na terenie Wolnego Miasta Gdańska. Do 1 września 1939 na południe od Rębielcza przebiegała granica pomiędzy Wolnym Miastem Gdańskiem i Polską. 1 września 1939 został włączony do niemieckiej III Rzeszy. Wiosną 1945 roku Rębielcz znalazł się ponownie w Polsce.
W 1778 nastąpiło utworzenie parafii ewangelickiej w Rębielczu.
W grudniu 2007 otworzono pierwszy odcinek autostrady A1 (Rusocin-Swarożyn).